# Planchonella eerwah
Planchonella eerwah är en tvåhjärtbladig växtart som först beskrevs av Frederick Manson Bailey, och fick sitt nu gällande namn av Pieter van Royen. Planchonella eerwah ingår i släktet Planchonella och familjen Sapotaceae.
Artens utbredningsområde är Queensland. Inga underarter finns listade i Catalogue of Life.